# 차화도마뱀붙이
차화도마뱀붙이(Mniarogekko chahoua)는 차화 게코(chahoua gecko), 모시 뉴칼레도니아 게코(mossy New Caledonian gecko), 쇼트스나우트 뉴칼레도니아 게코(short-snouted New Caledonian gecko), 바베이 자이언트 게코(Bavay's giant gecko), 모시 프리헨사일테일 게코(mossy prehensile-tailed gecko)라 불리며, 누벨칼레도니 남부와 일드핀스섬(:en:Île des Pins)에 자생하는 수목성(en:arboreal) 도마뱀붙이류의 일종이다.
차화도마뱀붙이는 CITES에 보호종 후보군으로 등록되어 있다.

## 분류
차화도마뱀붙이는 1869년에 프랑스의 약학자, 파충류학자인 아르튀르 바베이(:en:Arthur Bavay)가 Platydactylus chahoua 로서 최초로 묘사하였다.

## 형태
차화도마뱀붙이는 이끼, 지의류같은 무늬를 띄고 있다. 색깔은 적갈색, 갈색에서 녹색, 회색을 띈다. 바깥의 섬들에 서식하는 개체들이 대개 더 밝은 회색을 띄기 때문에, 색깔이 지리적 지표로 쓰일 수 있다는 말이 있다. 보통 주둥이에서 꼬리까지 25cm에 달한다. 채중은 성체가 45g~75g정도다. 힘세고 근육질이며 완전한 잡는꼬리가 달려있으며, 몇몇 근연종처럼 꼬리를 바로 끊지 않는다.꼬리를 끊어도 다시 자란다.

## 습성
차화도마뱀붙이는 뉴벨칼레도니에 서식하는 모든 도마뱀붙이가 그렇듯이 잡식동물이다. 야생에서는 다양한 곤충과 과일을 먹고, 작은 도마뱀을 먹기도 한다.집에서 기를땐 슈퍼푸드나 귀뚜라미,밀웜을 급여한다.
차화도마뱀붙이는 단단한 알을 두 개 낳는데, 알은 잠시 후에 표면에 달라붙는다. 이는 "알붙이기(egg gluing)"로 알려져 있다. 암컷은 보통 느슨한 나무껍질 밑에 알을 낳아서 지킨다. 알은 산란한지 75~200 일이 지나면 부화한다.

## 사육
이 도마뱀붙이는 드물게 사육(en:herpetoculture)된다. 암수 한 쌍이 24 in × 18 in × 18 in (61 cm × 46 cm × 46 cm) 크기의 중형 테라리움에서 키워질 수 있지만, 모든 수목성 도마뱀붙이류가 그렇듯이 높을수록 좋다. 내부에는 코르크껍질(cork round), 덤불식물 따위를 충분히 배치해서 숨을 곳을 많이 만들어줘야 한다.(합사할땐 암수가 싸울수도 있어 잘 지켜봐야한다.)

## 참고 문헌
- Bauer AM, Jackman TR, Sadlier RA, Whitaker AH. (2012). "Revision of the giant geckos of New Caledonia (Reptilia: Diplodactylidae: Rhacodactylus)". Zootaxa 3404: 1-52. (Mniarogekko, new genus).
- Bavay A. (1869). "Catalogue des Reptiles de la Nouvelle-Calédonie et description d'espèces nouvelles". Mémoires de la Société Linnéenne de Normandie 15: 1-37. (Platycephalus chahoua, p. 3).
- Boulenger GA. (1885). Catalogue of the Lizards in the British Museum (Natural History). Second Edition. Volume I. Geckonidæ ... London: Trustees of the British Museum (Natural History). (Taylor and Francis, printers). xii + 436 pp. + Plates I- XXXII. (Rhacodactylus chahoua, pp. 177–178).